# Diocese de Saint-Hyacinthe
A Diocese de Saint-Hyacinthe (Dioecesis Sancti Hyacinthi) é uma diocese localizada na cidade de Saint-Hyacinthe, na província de Quebec, pertencente a Arquidiocese de Sherbrooke no Canadá. Foi fundada em 1852 pelo Papa Pio IX. Com uma população católica de 406.164 habitantes, sendo 97,1% da população total, possui 80 paróquias com dados de 2018.

## História
Em 8 de junho de 1852 o Papa Pio IX cria a Diocese de Saint-Hyacinthe e a Diocese de Trois-Rivières, a partir dos territórios da Arquidiocese de Québec e da então Diocese de Montreal. Em 1874 a Diocese de Saint-Hyacinthe, juntamente com a Diocese de Trois-Rivières e Arquidiocese de Québec perdem território para a formação da Diocese de Sherbrooke.

## Lista de bispos
A seguir uma lista de bispos desde a criação da diocese em 1852.
|                           | Nome                              | Período                   | Notas                                 |
| Bispos de Saint-Hyacinthe | Bispos de Saint-Hyacinthe         | Bispos de Saint-Hyacinthe | Bispos de Saint-Hyacinthe             |
| ------------------------- | --------------------------------- | ------------------------- | ------------------------------------- |
| 12º                       | Christian Rodembourg, M.S.A.      | 2017 -                    |                                       |
| 11º                       | François Lapierre, P.M.E.         | 1989 - 2017               | Bispo emérito                         |
| 10º                       | Louis-de-Gonzague Langevin, M.Afr | 1979 - 1989               |                                       |
| 9º                        | Albert Sanschagrin, O.M.I.        | 1967 - 1979               |                                       |
| 8º                        | Arthur Douville                   | 1942 - 1967               |                                       |
| 7º                        | Fabien-Zoël Decelles              | 1924 - 1942               | Faleceu no cargo                      |
| 6º                        | Alexis-Xyste Bernard              | 1905 - 1923               | Faleceu no cargo                      |
| 5º                        | Maxime Decelles                   | 1901 - 1905               | Faleceu no cargo                      |
| 4º                        | Louis-Zéphirin Moreau             | 1875 - 1901               | Beatificado em 1987                   |
| 3º                        | Charles La Rocque                 | 1866 - 1875               | Faleceu no cargo                      |
| 2º                        | Joseph La Rocque                  | 1860 - 1866               |                                       |
| 1º                        | John Charles Prince               | 1852 - 1860               | Faleceu no cargo                      |
| Bispos coadjutores        |                                   |                           |                                       |
| 2º                        | Arthur Douville                   | 1942                      | Nomeado bispo dessa diocese           |
| 1º                        | Maxime Decelles                   | 1893 - 1901               | Nomeado bispo dessa diocese           |
| Bispos auxiliares         |                                   |                           |                                       |
| 4º                        | Louis-de-Gonzague Langevin, M.Afr | 1974 - 1979               | Nomeado bispo dessa diocese           |
| 3º                        | Gaston Hains                      | 1964 - 1967               | Nomeado bispo coadjutor de Amos       |
| 2º                        | Arthur Douville                   | 1940 - 1942               | Nomeado bispo coadjutor dessa diocese |
| 1º                        | Joseph Louis Aldée Desmarais      | 1931 - 1939               |                                       |